# Heinrich Lissauer
Heinrich Lissauer (ur. 12 września 1861 w Nidzicy, zm. 21 września 1891 w Hallstatt) – niemiecki lekarz neurolog. 

## Życiorys
Jego ojcem był lekarz i antropolog Abraham  Lissauer (1832–1908). Studiował medycynę na Uniwersytecie Ruprechta i Karola w Heidelbergu, Uniwersytecie Fryderyka Wilhelma w Berlinie i Uniwersytecie Lipskim. Tytuł doktora medycyny otrzymał w 1886 roku w Lipsku. Pracował następnie jako asystent Carla Wernickego w Klinice Psychiatrycznej i Chorób Nerwowych we Wrocławiu. Należał do Towarzystwa Psychiatrów Wschodnich Niemiec (Verein ostdeutscher Irrenärzte) i pełnił funkcję jego sekretarza. Zmarł w wieku 30 lat podczas podróży przez austriacką gminę Hallstatt i tam został pochowany.

## Dorobek naukowy
Lissauer opisał tylnoboczny szlak w rdzeniu kręgowym, czasem jeszcze dziś określany jako szlak Lissauera. Określenia strefy Lissauera używa się zamiennie z terminem zona terminalis medullae spinalis. Wyróżnił dwa rodzaje agnozji (zanim Freud wprowadził termin agnozji, używano określenia Seelenblindheit): apercepcyjną i asocjacyjną.
Opisał postać porażenia postępującego, znaną jako porażenie Lissauera, charakteryzującą się ciężkimi objawami ogniskowymi (napady udaropodobne, hemiplegia, afazja) oraz zaskakująco dobrze zachowaną sprawnością intelektualną. Praca Lissauera została opublikowana pośmiertnie, w 1901 roku, przez Ernsta Storcha z kliniki Wernickego.

## Lista prac
- Ueber Veränderungen der Clarkeschen Säulen bei Tabes dorsalis. Fortschritte der Medizin 2, ss. 113–121, 1884
- „Beitrag zur pathologischen Anatomie der Tabes dorsalis (mit Demonstration microscopischer Präparate)". W: Leyden E., Pfeiffer E. (Hrsg.): Verhandlungen des Congresses für innere Medizin. Vierter Congress gehalten zu Wiesbaden, vom 8.–11. April 1885. Wiesbaden: J.F. Bergmann Verlag, ss. 378–381, 1885
- Beitrag zur pathologischen Anatomie der Tabes dorsalis und zum Faserverlauf im menschlichen Rückenmark. Neurologisches Centralblatt 4, s. 245, 1885
- Beitrag zum Faserverlauf im Hinterhorn des menschlichen Rückenmarks und zum Verhalten desselben bei Tabes Dorsalis[6]. 1886
- Untersuchungen über die Wirkungen der Veratrumalkaloide[7]. 1887
- Gedächtnisschwäche bei Alkoholisten. Breslauer ärztliche Zeitschrift 10 (1), s. 5, 1888
- Ein Fall von Seelenblindheit, nebst einem Beitrag zur Theorie derselben[8]. 1890
  - tłum. ang. Marianne Jackson: A Case of Visual Agnosia with a Contribution to Theory[9].
- Sehhügelveränderungen bei progressiver Paralyse[10]. 1890
- Klinisches und anatomisches über die Heerdsymptome bei Paralyse. Centralblatt für Nervenheilkunde und Psychiatrie 2, ss. 295–297, 1891
- Ueber einige Fälle atypischer progressiver Paralyse. Nach einem hinterlassenen Manuscript Dr. H. Lissauer's bearbeitet[11] 1901